# Горшкова Ганна Андріївна
Ганна Андріївна Горшкова (рос. Анна Андреевна Горшкова; нар. 28 листопада 1983, Москва, СРСР) — російська акторка та фотомодель.

## Життєпис
Ганна Горшкова народилася 28 листопада 1983 року в Москві. Батько, Андрій Володимирович, працював у КДБ, мати, Тетяна Іванівна, закінчила Московський інститут народного господарства імені Г.В. Плеханова, але після народження Ганни присвятила себе вихованню дочки. Батьки розлучилися, коли Ганні було чотири роки. Батько поїхав у США, а дівчинка залишилася з мамою в Москві. Незважаючи на це, з татом у неї збереглися чудові стосунки і донині. 
Завдяки старанням матері Ганна навчалася у спеціалізованій школі з англійським та математичним ухилом, де також вчилися діти відомих людей. Вона також навчалася в музичній школі, дитячому хорі ім. Попова, а потім у самій Гнесинці. Але Ганна зрозуміла, що природа не наділила її вокальними даними, і незабаром покинула Гнесинку.
З 16 років Ганна працює моделлю у модельних агентствах Москви та Парижа. Ганна робила великі успіхи в модельному бізнесі, на неї покладали надії, але вона воліла відмовитися від кар'єри за кордоном і повернутися на батьківщину.
У 2001 році поступила в Державний університет управління на факультет соціології та управління персоналом. 
У 2003 році закінчила Школу акторської майстерності компанії «Амедіа». Знімалася в серіалах «Бідна Настя», «Дві долі», «Будинок з ліліями» та інших.

## Особисте життя
У 2007-2009 роках була одружена з бізнесменом Михайлом Борщовим.

## Фільмографія

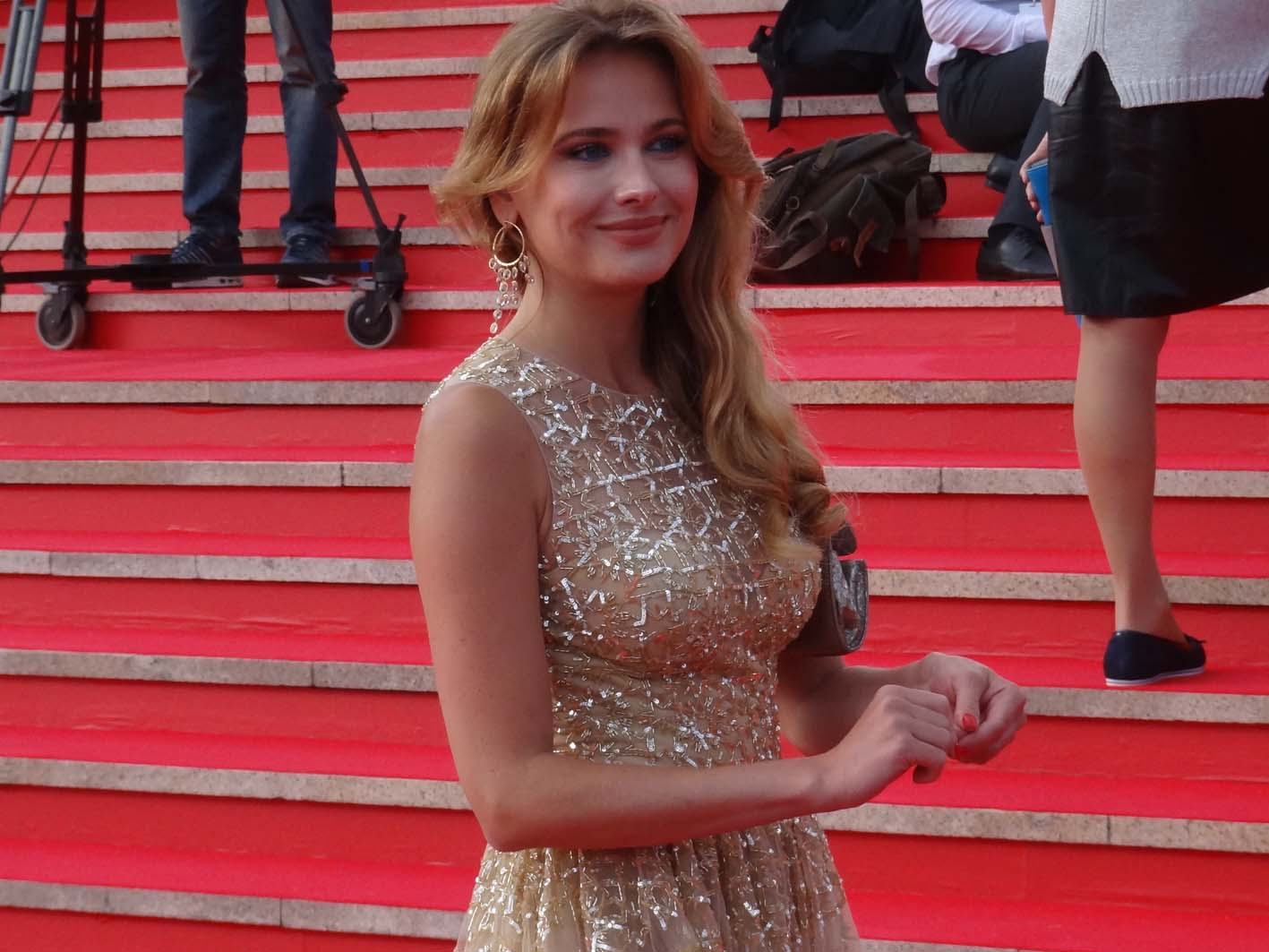
Ганна Горшкова на церемонії відкриття фестивалю «Кінотавр-2014» в Сочі.

| Рік       |   | Назва                            | Роль                       |    |
| --------- | - | -------------------------------- | -------------------------- | -- |
| 2001      | ф | Жіноче щастя                     | секретарка                 | ру |
| 2003—2004 | с | Бідна Настя                      | Поліна Пенькова            | ру |
| 2004      | ф | Вершник на ім'я Смерть           | Рогознікова                | ру |
| 2004      | с | Холостяки                        | Таїсія                     | ру |
| 2005      | с | Дорога Маша Березіна             | Ольга Смирнова             | ру |
| 2005      | с | Дві долі 2. Блакитна кров        | Дарина                     | ру |
| 2005      | с | Дві долі 3. Золота клітка        | Дарина                     | ру |
| 2006      | с | Провінційні пристрасті           | Олена Соколова             | ру |
| 2006      | с | Квиток в гарем                   | Марія                      | ру |
| 2006—2007 | с | Моя Пречистенка                  | Сіма                       | ру |
| 2008      | с | Важкий пісок                     | Зінаїда                    | ру |
| 2008      | ф | Спартакіада. локальне потепління | Ганна                      | ру |
| 2008      | с | Дві долі. Нове життя             | Дарина                     | ру |
| 2008      | ф | Пасажирка                        | Віра Сергіївна Кларк       | ру |
| 2009      | ф | Дніпровський рубіж               | Ганна                      | ру |
| 2009      | ф | Мій                              | Ольга                      | ру |
| 2009      | с | На всіх широтах ...              | Вікторія Павлівна Панєжіна | ру |
| 2010      | с | Будинок зразкового утримання     | Юля Стукаліна              | ру |
| 2010      | ф | Моє кохання                      | Аліна Чижевська            | ру |
| 2010      | ф | Від серця до серця               | Юля                        | ру |
| 2011      | с | Справа гастроному № 1            | Людмила Захарова           | ру |
| 2011      | ф | Заграва                          | Головна роль               | ру |
| 2012      | ф | Алібі надія, алібі кохання       | Аліса                      | ру |
| 2012      | ф | Дружина Штірліца                 | Валентина                  | ру |
| 2012      | с | Золота країна                    | Валерія                    | ру |
| 2012      | ф | Мамочка моя                      | Олена                      | ру |
| 2012      | ф | Пощастить у коханні              | Аліса                      | ру |
| 2013      | ф | Врятувати або знищити            | Катя Миронова              | ру |
| 2014      | с | Будинок з ліліями                | Лілія Говорова             | ру |
| 2016      | ф | Кохання без правил               | Ірина                      | ру |
| 2016      | с | Така работа                      | Ольга Олександрівна        | ру |